# Coccoloba armata
Coccoloba armata är en slideväxtart som beskrevs av John Wright och August Heinrich Rudolf Grisebach. Coccoloba armata ingår i släktet Coccoloba och familjen slideväxter. Inga underarter finns listade i Catalogue of Life.